# Myrcia bergiana
Myrcia bergiana är en myrtenväxtart som beskrevs av Otto Karl Berg. Myrcia bergiana ingår i släktet Myrcia och familjen myrtenväxter. Inga underarter finns listade i Catalogue of Life.